# Robert Protin
Robert Protin (Lieja, 10 de novembre de 1872 - Ídem, 4 de novembre de 1953) va ser un ciclista belga, que competí de 1895 a 1901. Especialista en la velocitat, va ser el primer Campió del món professional en velocitat al 1895.

## Palmarès
- 1891
  -  Campió de Bèlgica amateur de velocitat
- 1892
  -  Campió de Bèlgica amateur de velocitat
- 1893
  -  Campió de Bèlgica amateur de velocitat
- 1894
  -  Campió de Bèlgica amateur de velocitat
- 1895
  -  Campió del món de velocitat
- 1898
  - 1r al Gran Premi de Reims
- 1900
  - 1r al Gran Premi de Reims